# Nicola Bolger
 Nicola Marie Bolger (* 3. März 1993 in Westmead, New South Wales, Australien) ist eine australische ehemalige Fußballnationalspielerin, die im Mittelfeld spielte. Im Januar 2013 gewann sie mit Sydney FC das Grand Final um die australische Meisterschaft. 2012 wurde sie erstmals in der australischen Fußballnationalmannschaft der Frauen eingesetzt.

## Werdegang

### Vereine
Die in einem Vorort von Sydney geborene Bolger begann 2008 bei Sydney FC. Am Ende der Saison 2008/09 stand ihre Mannschaft auf dem 4. Platz der Tabelle und war damit für die Playoffs qualifiziert. Im Halbfinale am 11. Januar 2009 trafen sie auf Queensland Roar. Da es nach 120 Minuten 1:1 stand, musste das Elfmeterschießen entscheiden. Bolger scheiterte als einzige Schützin und ihre Mannschaft verpasste damit das Grand Final. Besser lief es in der folgenden Saison. Am Ende der Punktspielrunde stand Sydney auf Platz 1 und erreichte dann auch das Grand Final gegen Brisbane Roar. Beim 3:2-Sieg wurde sie aber nicht eingesetzt.
2011 wurde erneut das Finale erreicht und wieder war Brisbane der Gegner. Diesmal wurde sie zwar eingesetzt, aber ihre Mannschaft verlor mit 1:2. Danach wechselte sie zu Newcastle United Jets. Dort hatte sie zwar mehr Einsätze, aber als Tabellenfünfter wurden die Playoffs verpasst. Bolger kehrte danach nach Sydney zurück und erreichte 2013 erneut das Grand Final, diesmal gegen Melbourne Victory. Beim 3:1-Sieg erzielte sie das erste Tor. Ein Jahr später konnte sich Melbourne im Halbfinale revanchieren und Sydney durch ein 3:2 den erneuten Finaleinzug verwehren. Und auch im folgenden Jahr war im Halbfinale Endstation, diesmal gegen Perth Glory. 2016 wurde wieder das Finale erreicht, aber mit 1:4 gegen Melbourne City verloren. 2017 war Perth Glory im Halbfinale wieder stärker. Sie wechselte darauf zum Halbfinalgegner. Als Sechste verpasste Perth aber die Finalrunde. Nach 100 Liga-Spielen beendete sie ihre Karriere.

### Nationalmannschaften
Am 27. Juni 2012 wurde sie gegen Neuseeland erstmals in der Nationalmannschaft eingesetzt.
Für die Fußball-Asienmeisterschaft der Frauen 2014, bei der Australien den Titel nicht verteidigen konnte, wurde sie nominiert, aber nur im zweiten Gruppenspiel gegen Jordanien eingesetzt.
Im März 2015 nahm sie mit Australien am Zypern-Cup 2015 teil, wo sie beim 0:3 gegen England eingewechselt wurde und beim 3:0 gegen Finnland in der Startelf stand. Am 12. Mai 2015 wurde sie für den australischen WM-Kader 2015 nominiert. Bei der WM wurde sie aber nicht eingesetzt.